# Perca flavescens
Perca flavescens es una especie de peces de la familia Percidae en el orden de los Perciformes.

## Morfología
Los machos pueden llegar alcanzar los 50 cm de longitud total y los 1,910 g de peso.

## Distribución geográfica
Se encuentran en Norteamérica.